# Прапор Гайсинського району
Пра́пор Га́йсинського райо́ну — один із офіційних символів Гайсинського району Вінницької області. Затверджений 28 жовтня 2008 року на 17 сесії Гайсинської районної ради 8 скликання.

## Опис
Прапор являє собою триколірне прямокутне полотнище синього, зеленого та червоного кольорів із зображенням в середній частині герба району.
Автором ескізу прапора є Олександр Косаківський. Прапор району двосторонній.

## Символіка
- Червоний колір символізує великодушність жителів району, а також вказує на історичний зв'язок із українським козацтвом.
- Зелений колір вказує на розвиток сільськогосподарського виробництва та лісівництва.
- Синій колір є символом Поділля і Брацлавщини і вказує на адміністративну приналежність району до Вінницької області.